# Ypthima jocularia
Ypthima jocularia är en fjärilsart som beskrevs av Swinhoe 1889. Ypthima jocularia ingår i släktet Ypthima och familjen praktfjärilar. Inga underarter finns listade i Catalogue of Life.